# Simona Dobrá
Simona Dobrá (* 24. Juni 1987 in Olmütz, Tschechoslowakei) ist eine ehemalige tschechische Tennisspielerin.

## Karriere
Simona Dobrá, die am liebsten auf Sandplätzen spielte, begann im Alter von sieben Jahren mit dem Tennis. Auf dem ITF Women’s Circuit gewann sie insgesamt zwei Einzel- und 21 Doppeltitel.
Zwischen 2008 und 2013 spielte sie für den LTTC Rot-Weiß Berlin vier Jahre in der 2. Tennis-Bundesliga.

## Turniersiege

### Einzel
| Nr. | Datum       | Turnier          | Kategorie   | Belag | Finalgegnerin  | Ergebnis       |
| --- | ----------- | ---------------- | ----------- | ----- | -------------- | -------------- |
| 1.  | August 2008 | Kędzierzyn-Koźle | ITF $10.000 | Sand  | Nikola Vajdová | 6:74, 6:0, 7:5 |
| 2.  | Juni 2011   | Nyíregyháza      | ITF $10.000 | Sand  | Danka Kovinić  | 6:4, 6:2       |

### Doppel
| Nr. | Datum          | Turnier            | Kategorie     | Belag | Partnerin           | Finalgegnerinnen                              | Ergebnis          |
| --- | -------------- | ------------------ | ------------- | ----- | ------------------- | --------------------------------------------- | ----------------- |
| 1.  | April 2004     | Kairo              | ITF $10.000   | Sand  | Hana Šromová        | Helena Ejeson Annette Kolb                    | kampflos          |
| 2.  | August 2006    | Kędzierzyn-Koźle   | ITF $10.000   | Sand  | Lucie Kriegsmannová | Irina Khatsko Mariya Malkhasyan               | 6:4, 7:64         |
| 3.  | Februar 2007   | Majorca            | ITF $10.000   | Sand  | Antonia Xenia Tout  | Angelina Gabujewa Tatjana Priachin            | 6:1, 6:2          |
| 4.  | Juli 2007      | Horb am Neckar     | ITF $10.000   | Sand  | Lucie Kriegsmannová | Miljana Adanko Laura Haberkorn                | 6:3, 6:3          |
| 5.  | August 2007    | Bad Saulgau        | ITF $25.000   | Sand  | Tereza Hladíková    | Iveta Gerlová Lucie Kriegsmannová             | 2:6, 6:4, 6:2     |
| 6.  | September 2007 | Prag               | ITF $10.000   | Sand  | Lucie Kriegsmannová | Barbora Matúšová Anna Mydlowska               | 6:2, 6:1          |
| 7.  | Juni 2008      | Zlín               | ITF $75.000+H | Sand  | Tereza Hladíková    | Lucie Hradecká Renata Voráčová                | 6:4, 6:3          |
| 8.  | Juli 2008      | Horb am Neckar     | ITF $10.000   | Sand  | Lucie Kriegsmannová | Danielle Harmsen Kim Kilsdonk                 | 2:6, 6:3, [10:8]  |
| 9.  | August 2008    | Bad Saulgau        | ITF $25.000   | Sand  | Tereza Hladíková    | Anna Floris Claudine Schaul                   | 6:1, 4:6, [10:8]  |
| 10. | August 2008    | Kędzierzyn-Koźle   | ITF $10.000   | Sand  | Iveta Gerlová       | Lisa Marshall Ielyzaveta Rybakova             | 4:6, 6:0, [10:6]  |
| 11. | März 2009      | Rom                | ITF $10.000   | Sand  | Karolina Kosińska   | Claudia Giovine Valentina Sulpizio            | 6:3, 6:4          |
| 12. | Juli 2009      | Brüssel            | ITF $10.000   | Sand  | Kateřina Vaňková    | Wassilissa Dawydowa Elina Gassanowa           | 6:3, 6:4          |
| 13. | August 2009    | Prag               | ITF $10.000   | Sand  | Lucie Kriegsmannová | Martina Borecká Iveta Gerlová                 | 7:62, 6:2         |
| 14. | Juli 2010      | Horb am Neckar     | ITF $10.000   | Sand  | Lucie Kriegsmannová | Korina Perkovic Anna Zaja                     | 4:6, 7:65, [10:8] |
| 15. | April 2011     | Torrent (Valencia) | ITF $10.000   | Sand  | Tereza Hladíková    | Yvonne Cavalle-Reimers Isabel Rapisarda-Calvo | 6:4, 2:6, [10:4]  |
| 16. | Mai 2011       | Vic                | ITF $10.000   | Sand  | Tereza Hladíková    | Andrea Gámiz Despina Papamichail              | 6:2, 6:1          |
| 17. | Juni 2011      | Nyíregyháza        | ITF $10.000   | Sand  | Monika Tůmová       | Vaszilisza Bulgakova Raluca Elena Joitoiu     | 6:1, 3:6, [10:7]  |
| 18. | Juli 2011      | Sarajevo           | ITF $10.000   | Sand  | Martina Kubičíková  | Csilla Argyelán Ulrikke Eikeri                | 6:2, 6:1          |
| 19. | August 2011    | Wien               | ITF $10.000   | Sand  | Lucie Kriegsmannová | Sandra Martinović Janina Toljan               | 6:4, 6:1          |
| 20. | August 2011    | Piešťany           | ITF $10.000   | Sand  | Lucie Kriegsmannová | Paula Kania-Choduń Martina Kubičíková         | 6:4, 6:2          |
| 21. | Mai 2012       | Bad Saarow         | ITF $10.000   | Sand  | Martina Borecká     | Carolin Daniels Dejana Raickovic              | 6:2, 6:2          |